# Thinophilus ochrifacies
Thinophilus ochrifacies är en tvåvingeart som beskrevs av Van Duzee 1924. Thinophilus ochrifacies ingår i släktet Thinophilus och familjen styltflugor. Inga underarter finns listade i Catalogue of Life.